# Fiodor Tiutin
Fiodor Anatoljewicz Tiutin (ros. Фёдор Анатольевич Тютин; ur. 22 lutego 1983 w Omsku) – rosyjski hokeista, reprezentant Rosji, trzykrotny olimpijczyk.

## Kariera
- Mietałłurg Nowokuźnieck 2 (1998-1999)
- Iżstal Iżewsk (1999-2000)
- SKA Sankt Petersburg (2000-2001)
- Guelph Storm (2001-2002)
- SKA Sankt Petersburg (2002)
- Ak Bars Kazań (2002-2003)
- New York Rangers (2003)
- Hartford Wolf Pack (2003-2004)
- SKA Sankt Petersburg (2004-2005)
- New York Rangers (2005-2008)
- Columbus Blue Jackets (2008-2016)
  -  Atłant Mytiszczi (2012-2013)
- Colorado Avalanche (2016-2017)

Wychowanek Iżstali Iżewsk. Od 2008 roku zawodnik Columbus Blue Jackets. W sierpniu 2011 roku przedłużył kontrakt z klubem o kolejne sześć lat. Od listopada 2012 do stycznia 2013 roku na okres lokautu w sezonie NHL (2012/2013) związany kontraktem z klubem Atłant Mytiszczi. czerwcu 2016 został wolnym zawodnikiem po tym, jak jego kontrakt został wykupiony przez klub. Od lipca 2016 zawodnik Colorado Avalanche, związany rocznym kontraktem.
Uczestniczył w turniejach mistrzostw świata w 2008, 2011, 2013 oraz zimowych igrzysk olimpijskich 2006, 2010, 2014.

## Sukcesy

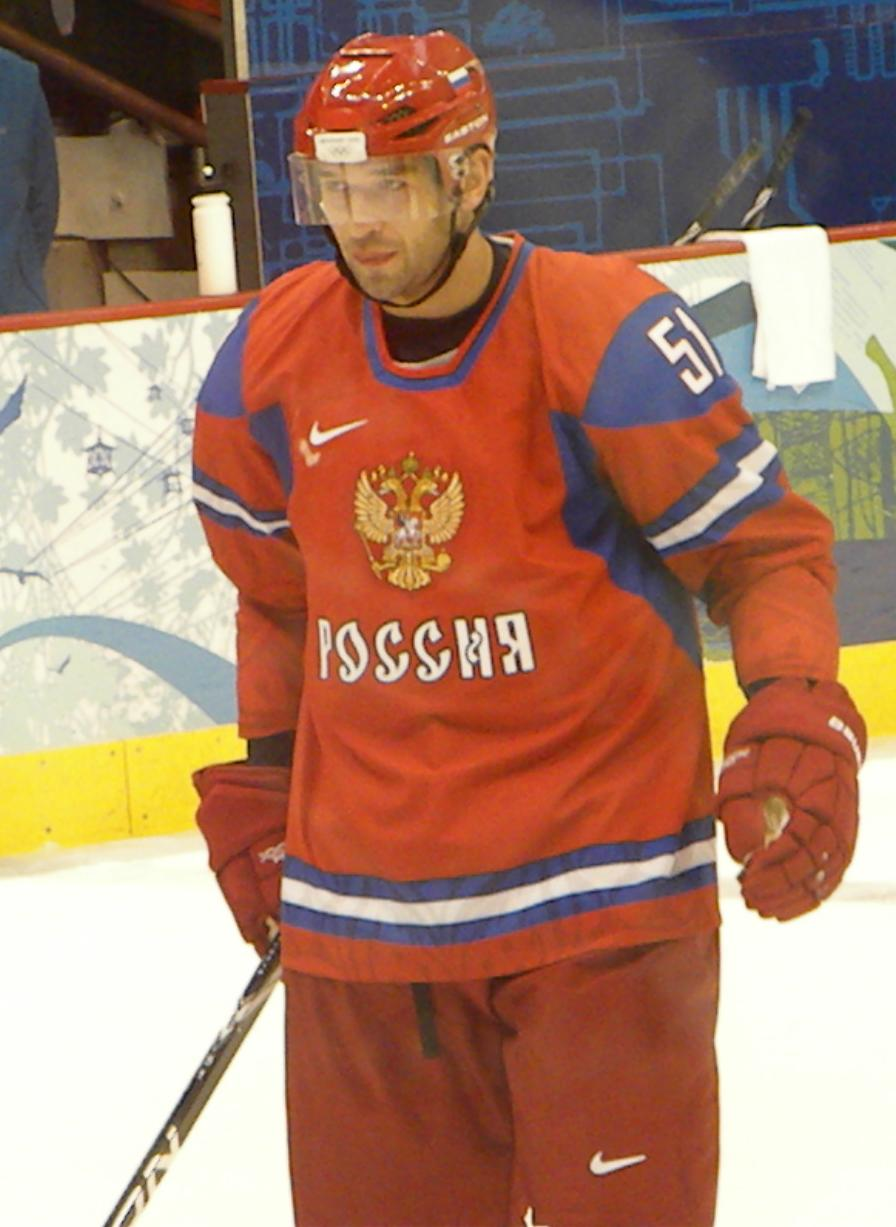
Fiodor Tiutin w barwach Rosji na ZIO 2010

Reprezentacyjne
- Złoty medal mistrzostw świata juniorów do lat 18: 2001
- Złoty medal mistrzostw świata juniorów do lat 20: 2003
- Złoty medal mistrzostw świata: 2008

Indywidualne
- AHL All-Star Game: 2004

Wyróżnienia
- Zasłużony Mistrz Sportu Rosji w hokeju na lodzie: 2009